# Patrick MacDowell

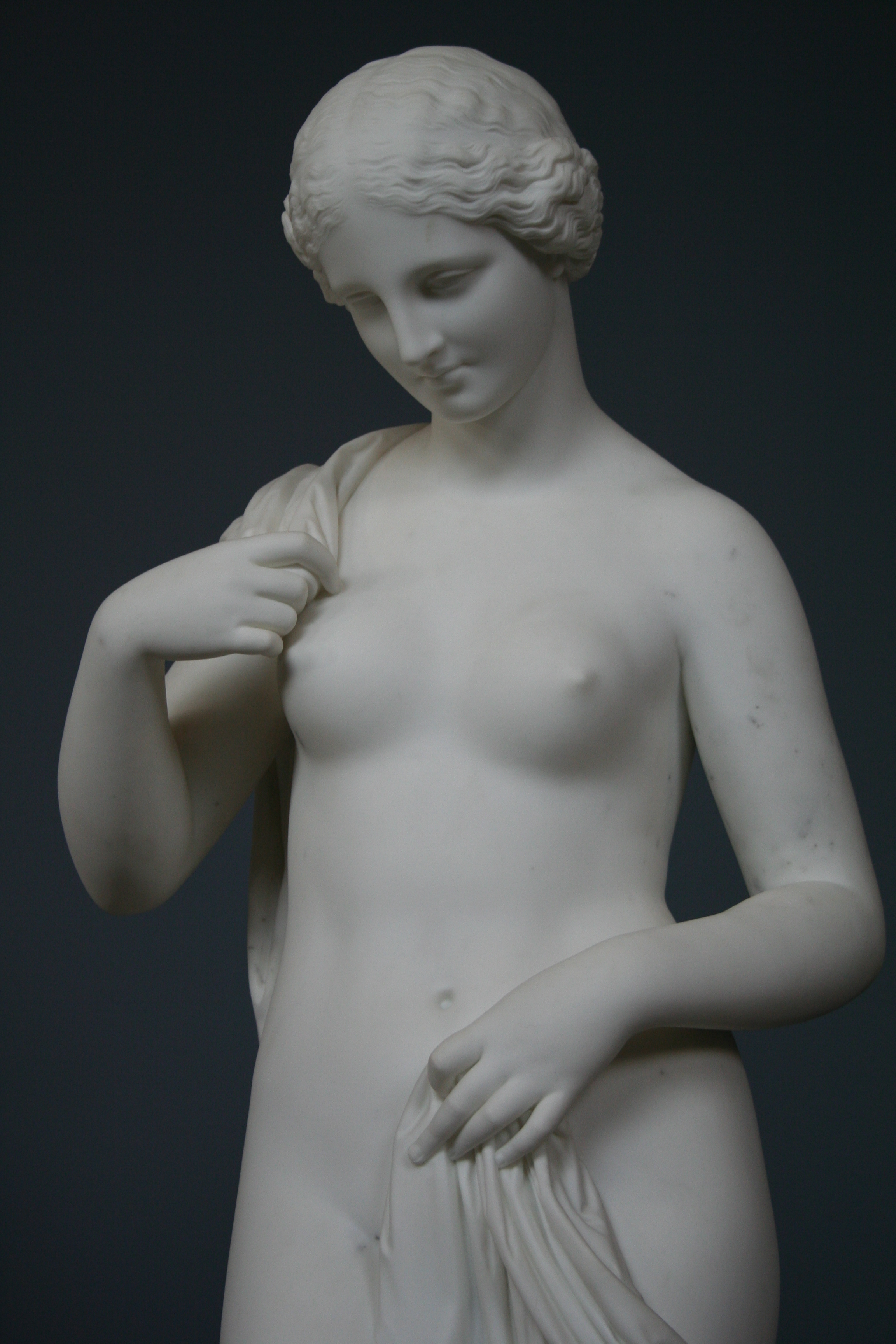
Daydream 1853, nu i Ny Carlsberg Glyptotek i Köpenhamn

Patrick MacDowell, född 12 augusti 1799, död 9 december 1870, var en nordirländsk skulptör.
Patrick  MacDowell flyttade vid 16 års ålder från Belfast för att gå i lära hos en vagnmakare i London. Han blev senare elev till skulptören Peter Francis Chenu (1760-1834). Vid studier i Italien påverkades han av Antonio Canova.
Bland Patrick MacDowells huvudarbeten märks Morgonbön, Morgondrömmar (ett exemplar på Glyptoteket i Köpenhamn), Tidiga bekymmer samt ett antal porträttbyster, däribland av William Pitt den yngre, William Pitt den äldre (båda i Westminster Abbey) och av William Turner (i Sankt Pauls-katedralen).